# 리오 에어
리오 에어(포르투갈어: Rio Linhas Aéreas)는 브라질의 화물 항공사로 본사는 브라질 꾸리찌바에 위치해 있으며 1998년에 설립했다. 허브 공항으로 아폰소페냐 국제공항이 있다.

## 역사
1998년에 설립된 제트 술(포르투갈어: JetSul)로 설립되어 운영했으나 이후 경영난으로 인해 운항이 중단되었다. 2007년에 브라질 정부로부터 화물 서비스의 승인을 받은 후, 2008년에 다시 취항하기 시작했다. 이 항공사는 글로백스 카고와 및 스마트 카고와 코드쉐어 협정을 체결하고 있다.

## 보유 기종
- 2017년 1월 기준으로 리오 에어는 다음과 같은 기종을 보유하고 있다.